# Kägi fret

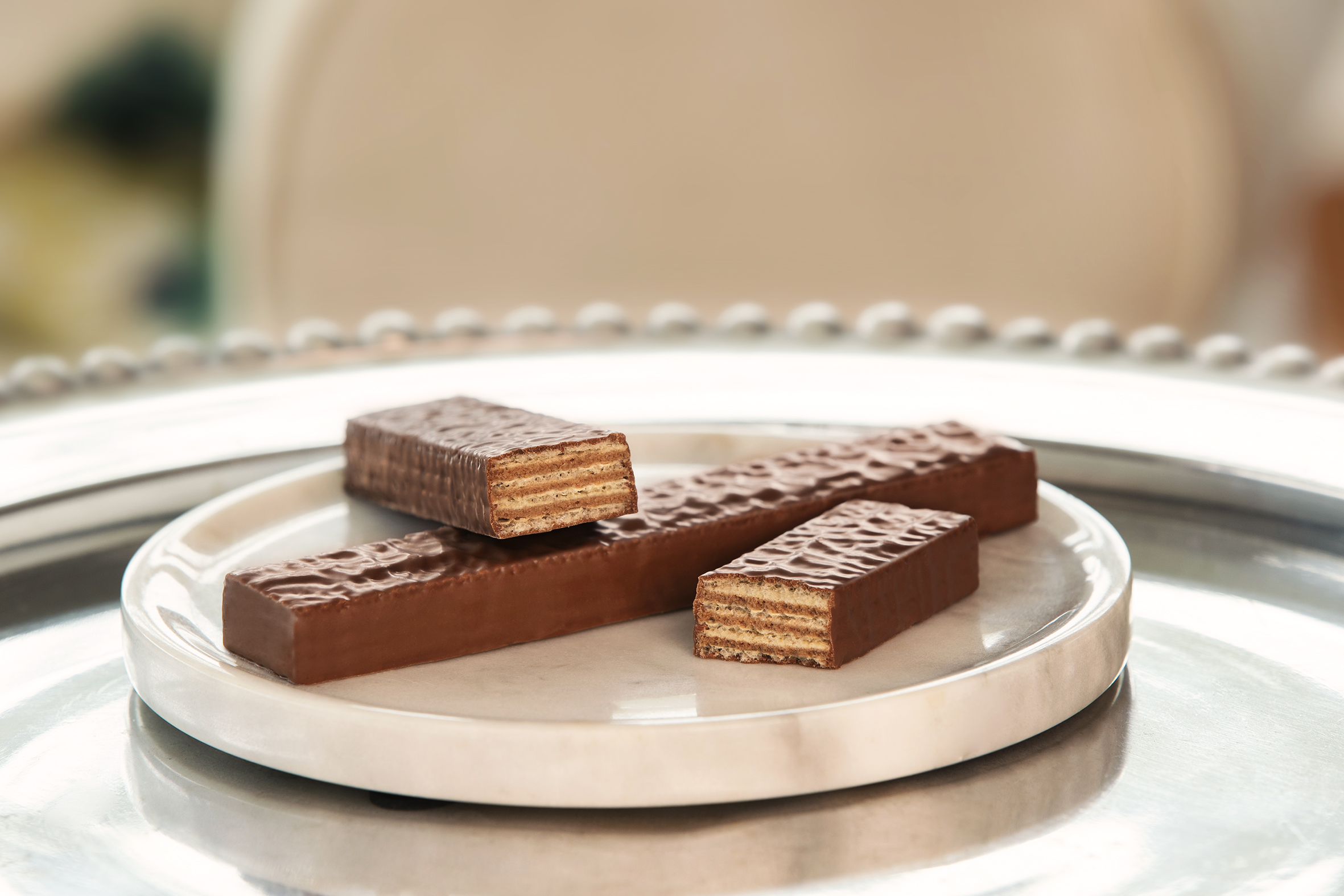
Kägi fret

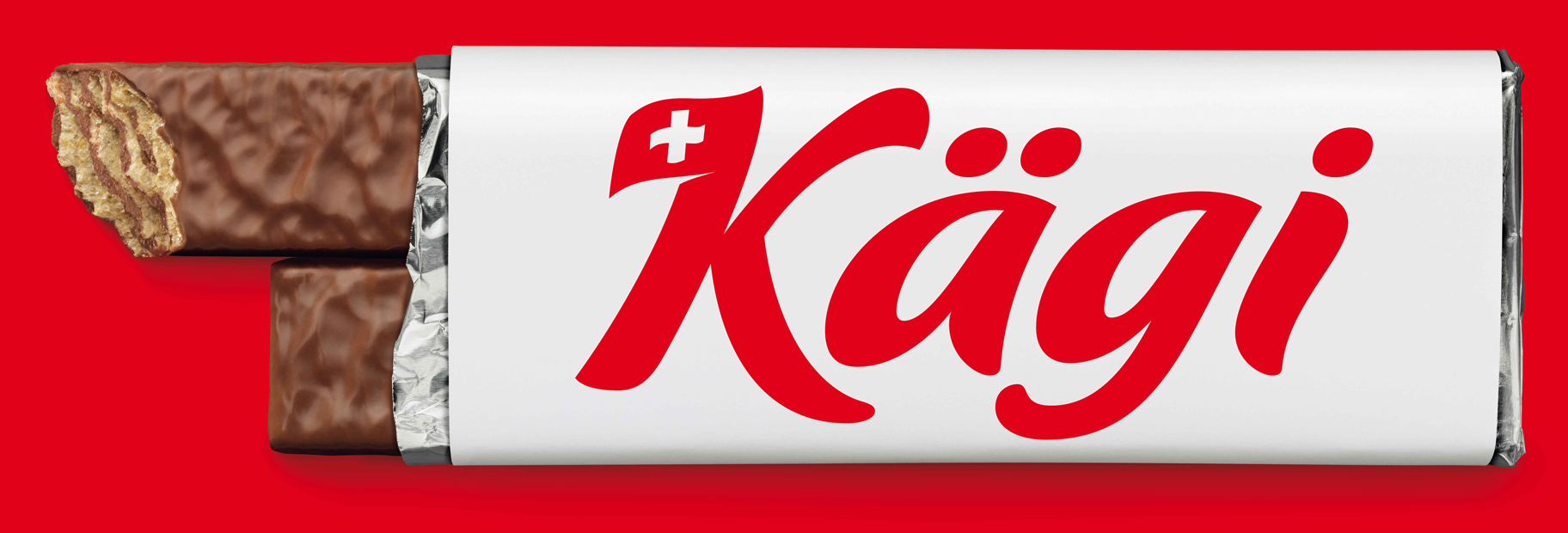
Logo

Kägi fret (international: Kägi) ist eine mit Schokolade überzogene Waffelspezialität aus dem Toggenburg, einer Region in der Ostschweiz. Die Riegel, die es auch in weiteren Geschmacksrichtungen gibt, werden in Lichtensteig im Kanton St. Gallen von der Kägi Söhne AG, Toggenburger Waffeln- & Biscuitfabrik hergestellt.

## Geschichte

### Unternehmensgeschichte
Gründer Otto Kägi Senior (1890–1965) kaufte 1934 in Lichtensteig die Wirtschaft und Konditorei «Zum Hecht» und stellte dort Gebäck vorzugsweise für Restaurants und den Direktvertrieb her. Für die Fahrten zu den Kunden nutzte er sein Velo und machte die Ware so bekannt. Aus der Aufnahme der Waffelproduktion in den 1940er Jahren resultierte der schrittweise Ausbau des Unternehmens sowie die Umstellung vom Hand- auf den Maschinenbetrieb.
1950 erwarb Kägi ein grösseres Fabrikgebäude, um der wachsenden Nachfrage gerecht zu werden. Im Jahr darauf wurde Kägi eine offene Handelsgesellschaft, mit den drei Kägi-Söhnen Otto jun., Eugen (1928–2025) und Alfred an der Spitze. Die Produktion erfolgt seit 1954 in einem Neubau in Lichtensteig am heutigen Standort. Ein bedeutender Teil des Umsatzes ging seit 1958, dem Jahr der Markteinführung vom Kägi fret, auf Exporte zurück. 1950 lag die Zahl der Mitarbeiter bei zehn, 1960 waren es 120 (ohne Saisoniers). Nach dem Tod des Firmengründers im Jahr 1965 übernahmen seine Söhne vollumfänglich die Geschäfte.
Bis 1996 befand sich das Unternehmen in Familienbesitz. Dann wurde es 1996 an den Konsumgüterkonzern und Kioskbetreiber Valora verkauft. Fünf Jahre später wurde der Betrieb erweitert. 2008 ging Kägi an die Beteiligungsgesellschaft Argos Soditic über. Am 4. Februar 2010 wurde das Unternehmen an die Burger & Söhne AG bzw. an die aus dieser hervorgegangene Beteiligungsgesellschaft WM15 Holding verkauft. 2021 waren rund 140 Mitarbeitende im Unternehmen beschäftigt, die Gesamtzahl aller Produktvariationen wurde mit 300 beziffert. Die WM15 Holding wurde im Jahr 2021 von der Helix Innovations GmbH übernommen, die eine Tochtergesellschaft des US-amerikanischen Tabakkonzerns Altria Group ist. CEO der Kägi Söhne AG ist seit September 2024 Cédric El-Idrissi.

### Entwicklung des Produkts und Etymologie
In Produktion und Vertrieb von Waffeln stieg Otto Kägi Senior 1942 ein. Ab 1952 wurden Waffeln in einem Schokoladenmantel vermarktet. 1958 erhielt dieses Produkt den Namen Kägi fret. Der erste Teil des Markennamens betonte den Familiennamen des Herstellers, der zweite lehnte sich an die Endsilbe des französischen Wortes «Gaufrette» (Waffel) an. Seit 1960 stellt das Unternehmen die Schokolade selber her und setzte zur Veredelung grosse Rührwerke ein, sogenannte  Längsreiber-Conchen. Anfangs bestand das Kägi fret aus einer einzigen sehr breiten Schokoladenwaffel. Diese Form wurde Anfang der 1960er Jahre verändert: Jeweils zwei Riegel werden gemeinsam in einer Alufolie verpackt und diese mit einem Papierwickel umhüllt.

### Export und Namensvarianten
1956 begann der Export nach Übersee mit einer Lieferung in die Vereinigten Staaten. Lange blieb der Auslandsanteil am Umsatz eher bescheiden. Das änderte sich nach und nach. Wichtige Exportregionen und -Länder wurden Deutschland und Österreich, der Nahe Osten, China und Japan. Im Ausland erwirtschaftete die Kägi Söhne AG 2018 etwa die Hälfte ihrer Erlöse. Anfang 2022 gingen Kägi-Produkte in über 30 Länder.
Im deutschsprachigen Raum wurde der Name «Kägi fret» beibehalten, während das Produkt international zunächst als «Toggi», seit 2013 dann als «Kägi» vermarktet wird (Stand: 2022).

## Produkt und Varianten
«Die Rezeptur (…) blieb seit den Anfängen praktisch unverändert»: Die Waffelriegel bestehen aus vier Waffelblättern, verbunden durch drei Schichten Crèmefüllung, alles ummantelt mit Milchschokolade. Ein spezielles Verfahren mit Luftdüsen erzeugt die wellenartige Struktur des Schokoladenüberzugs.
Neben der klassischen Version gibt es weitere mit anderen Geschmacksrichtungen, beispielsweise mit dunkler Schokolade, Haselnuss, Orange oder Kokosnuss. Die Produkte werden zudem in unterschiedlichen Grössen sowie für unterschiedliche Zwecke (Snacks für unterwegs, als Geschenk etc.) angeboten. Auch eine Pralinen-Variante existiert.

## Trivia
- Kägi fret erfüllt die Vorgaben der Swissness-Verordnung, auf der Verpackung darf darum das Schweizerkreuz gedruckt werden.[31]
- In einer Umfrage zum Vertrauen in Schweizer Marken kam Kägi fret 2020 auf Rang 7.[36][37]
- Die Facebook-Präsenz von Kägi fret ist 2014 als beliebteste Schweizer Facebook-Seite ausgezeichnet worden.[38][39]
- Von Alt St. Johann führt die «Kägi-Fret Bahn» auf die «Alp Sellamatt»[40] zwischen Alpstein- und Churfirstenmassiv.[41]
- Mehrfach taucht Kägi fret in Romanen und Erzählungen auf, beispielsweise in «Groschens Grab» von Franzobel,[42] in «Solothurn trägt Schwarz»[43] und «Solothurn streut Asche»[44] von Christof Gasser oder in «Saubere Wäsche: Johanna di Napolis erster Fall» von Michael Herzig.[45]
- Marilyn Monroe galt als Fan von Kägi fret.[34]